# Брамантово окно
Брамантово окно — композиционный элемент фасада здания, особый тип оконного проёма с полуциркульным, арочным завершением, включённый в обрамление прямоугольного формата. Подобная идея возникла в архитектуре раннего итальянского Возрождения: «Стоило только поставить задачу обработать полуциркульное окно как прямоугольное, и средства разрешения приходят сами собой и самым естественным образом располагаются по местам». Первым архитектором, решившим эту задачу, был Донато Браманте, основатель стилевого течения римского классицизма и автор многих построек Ватикана начала XVI в. Отсюда название, принятое в классическом архитектуроведении. По сторонам брамантова окна обычно ставят небольшие пилястры, несущие полуциркульную арку. В антрвольтах — розетки, наверху — сандрик либо небольшой фриз и карниз, иногда с треугольным фронтоном. Наиболее яркий пример дал сам Браманте в оформлении фасада Палаццо Канчеллериа в Риме (около 1508 г.). Усложнения брамантовой схемы разрабатывали Андреа Палладио в так называемом палладиевом окне и Себастьяно Серлио в своей серлиане.
Брамантово окно эпохи Возрождения получило вторую жизнь в стиле неоренессанса, в частности, в архитектуре Санкт-Петербурга середины XIX в., оно стало своеобразной «визитной карточкой» этого неостиля. Архитекторы полюбили эту форму за её конструктивную полифонию — выразительность контраста округлых и прямых линий.
В соединении с колоннами или пилястрами брамантовы окна создают высокую вариативность композиции фасадов зданий различного назначения. Дальнейшее развитие темы арочного окна осуществлялось путем усложнения контрастов прямоугольных и округлых форм и, как следствие, зрительного ослабления плоскости стены. Такую тенденцию мы можем наблюдать на примере памятников архитектуры XIX—ХХ в., характерных применением металлических конструкций.